# 都民の日
都民の日（とみんのひ）とは、日本の東京都が1952年に制定した記念日のひとつで、毎年10月1日である。

## 経緯
1889年5月1日に、東京府下に東京市が設置されたが、この時点では市制特例により東京市長を置かず、東京府知事および府書記官がその職務を執行し、市役所の建物もなく市職員もいないという状態だった。
市制特例の撤廃運動が起きて1898年10月1日に市制特例が廃止され、東京市は一般市として市長を持つようになり、市役所が開設された。この10月1日を記念して、1922年10月1日に自治記念日が定められたのち、1952年9月27日に東京都が「都民の日条例」を制定し、同年10月1日から施行した。同条例では、記念日を設けることで「自治意識を昂揚し、東京都の発展と都民の福祉増進を図る」といった目的をうたっている。

## 催事等
都民の日には、東京都立および都内各市区町村立の小・中・高校は休校となる。また、都内に所在する一部の国立や私立学校も休校となる。しかし、2002年の学校週5日制実施以降は授業時間数を確保するために都民の日でも休校とせず、平常通りに授業を行う学校も増えている。
東京都の管理する博物館・美術館・庭園等は、同日に限り入場料を無料としている（一部の施設あるいは特別展示などを除く）。またその他の公共施設では、この日に一般公開や見学会・特別行事などを行うことがある。
都内の民間施設においても、都民の日への協賛として同日（もしくは前後1週間ほどの期間）に無料開放や割引などを行うことがある。
1956年には東京開都500年（1457年に江戸城が築城された年を基準として500年目に相当）を記念して、都民の日に「大東京祭」が催された。その後は毎年恒例となり、1982年からは「ふるさと東京まつり」と改称された。

## カッパのバッジ
1956年の大東京祭以降、東京都は都民の日を記念したバッジ「大東京祭記念徽章」を毎年発売した。当初は彫刻家の朝倉文夫がデザインしていたが、1959年からは漫画家の清水崑によるカッパをモチーフとしたデザインとなった。カッパが採用された理由としては、隅田川にカッパの巣が多くあったとする伝承によるものだとされている。その後、バッジのデザインは、1976年から漫画家の小島功に引き継がれ、カッパのモチーフもそのまま受け継がれることになった。
このバッジは都営施設の無料入場を認める際の目印として用いられ、都内の各区市町村の窓口や宝くじ売り場などで一般販売を行った他、都内の小中学校などでも組織購入が行われた。このため、1960年代から1990年代ごろまでの間に都内で幼少期を過ごした世代には、カッパバッジとして広く親しまれることになった。
しかし、1972年からプラスチックケースに入った色違いの5個セットも販売されるようになり、子供が購入するには高価になりすぎたこと、また、無料公開される施設が減少するなどバッジの目的が薄れたため、1997年の都民の日を最後にバッジの販売は行われなくなった。全国的に販売が行われたわけではない東京ローカルのバッジのために都民以外にはほとんど知られていなかったが、漫画こちら葛飾区亀有公園前派出所に登場したことで昭和にかつて存在した東京文化として広く知られるようになった。
2018年、江戸から東京への改称と東京府設置150年記念事業の一環としてカッパバッジが復刻されることが発表され、7月10日より1977年版バッジの復刻版と、新規に安齋肇のデザインで製作されたカッパのバッジが販売された。
なお、2018年に発売されたバッジは、復刻版・新規作成版ともに磁石留め方式に変更された。裏面には事業名や日付など何も刻印されていない。

## 歌のエピソード
1985年に歌唱発売したおニャン子クラブが自己紹介を行う意味で歌う「会員番号の唄」で東京都出身メンバーの福永恵規のパートに「都民の日には休めるんだよ～ん」という歌詞がある。